# Anne V. Coates
Pour les articles homonymes, voir Coates.
Anne Voase Coates est une monteuse britannique, née le 12 décembre 1925 à Reigate (Surrey, Angleterre) et morte le 8 mai 2018 à Woodland Hills (Los Angeles).

## Biographie

### Famille
Sœur du Producteur John Coates, veuve du réalisateur Douglas Hickox et mère des réalisateurs Anthony Hickox, James D.R. Hickox et de la monteuse Emma E. Hickox.

## Filmographie

### Années 1950
- 1952 : The Pickwick Papers de Noel Langley
- 1953 : Grand National Night de Bob McNaught
- 1954 : Le Cargo de la drogue (Forbidden Cargo) d'Harold French
- 1955 : Deux Anglais à Paris (To Paris with Love) de Robert Hamer
- 1956 : La Page arrachée (Lost) de Guy Green
- 1957 : The Truth About Women de Muriel Box
- 1958 : De la bouche du cheval (The Horse's Mouth) de Ronald Neame

### Années 1960
- 1960 : Les Fanfares de la gloire (Tunes of Glory) de Ronald Neame
- 1961 : Don't Bother to Knock de Cyril Frankel
- 1962 : Lawrence d'Arabie (Lawrence of Arabia) de David Lean
- 1964 : Becket de Peter Glenville
- 1965 : Le Jeune Cassidy (Young Cassidy) de Jack Cardiff et John Ford
- 1965 : Ces merveilleux fous volants dans leurs drôles de machines
(Those Magnificent Men in Their Flying Machines or How I Flew from London to Paris in 25 hours 11 minutes) de Ken Annakin
- 1966 : Paradiso, hôtel du libre-échange (Hotel Paradiso) de Peter Glenville
- 1968 : La Grande Catherine (Great Catherine) de Gordon Flemyng

### Années 1970
- 1970 : Les Derniers Aventuriers (The Adventurers) de Lewis Gilbert
- 1971 : Deux enfants qui s'aiment (Friends) de Lewis Gilbert
- 1972 : Sentimentalement vôtre (Follow Me!) de Carol Reed
- 1972 : A War of Children de George Schaefer
- 1973 : Bequest to the Nation de James Cellan Jones
- 1973 : ITV Saturday Night Theatre (série télévisée - épisode Catholics, saison 6 - épisode 9)
- 1974 : Fric frac, rue des diams (11 Harrowhouse) d'Aram Avakian
- 1974 : Le Crime de l'Orient-Express (Murder on the Orient Express) de Sidney Lumet
- 1975 : L'Île du maître (Man Friday) de Jack Gold
- 1976 : Le Tigre du ciel (Aces High) de Jack Gold
- 1976 : L'aigle s'est envolé (The Eagle Has Landed) de John Sturges
- 1978 : Psychose phase 3 (The Legacy) de Richard Marquand
- 1978 : La Grande Menace (The Medusa Touch) de Jack Gold (Montage et productrice)

### Années 1980
- 1980 : Elephant Man (The Elephant Man) de David Lynch
- 1983 : The Pirates of Penzance de Wilford Leach
- 1984 : Greystoke, la légende de Tarzan (Greystoke: The Legend of Tarzan, Lord of the Apes) de Hugh Hudson
- 1986 : Lady Jane de Trevor Nunn
- 1986 : Le Contrat (Raw Deal) de John Irvin
- 1987 : Les Maîtres de l'univers (Masters of the Universe) de Gary Goddard
- 1989 : L'Adieu au roi (Farewell to the King) de John Milius
- 1989 : Une Chance pour tous (Listen to Me) de Douglas Day Stewart

### Années 1990
- 1990 : Je t'aime à te tuer (I Love You to Death) de Lawrence Kasdan
- 1991 : Quoi de neuf Bob ? (What About Bob?) de Frank Oz
- 1992 : Chaplin de Richard Attenborough
- 1993 : Dans la ligne de mire (In the Line of Fire) de Wolfgang Petersen
- 1994 : Pontiac Moon de Peter Medak
- 1995 : Congo de Frank Marshall
- 1996 : Striptease d'Andrew Bergman
- 1997 : La Croisière aventureuse (Out to Sea) de Martha Coolidge
- 1998 : Hors d'atteinte (Out of Sight) de Steven Soderbergh

### Années 2000
- 2000 : D'un rêve à l'autre (Passion of Mind) d'Alain Berliner
- 2000 : Erin Brockovich, seule contre tous (Erin Brockovich) de Steven Soderbergh
- 2001 : Sweet November de Pat O'Connor
- 2002 : Infidèle (Unfaithful) d'Adrian Lyne
- 2004 : Taking Lives - Destins violés (Taking Lives) de D. J. Caruso
- 2006 : Ma vie sans lui (Catch and Release) de Susannah Grant
- 2007 : À la croisée des mondes : La Boussole d'or (The Golden Compass) de Chris Weitz

### Années 2010
- 2015 : Cinquante nuances de Grey de Sam Taylor-Wood

## Distinctions

### Récompenses
- 1963 : Oscar du meilleur montage pour Lawrence d'Arabie réalisé par David Lean
- 1995 : Eddie Award pour l'ensemble de sa carrière
- 2017: Oscar d'honneur pour l'ensemble de sa carrière.

### Nominations
- Oscar du meilleur montage pour :
  - 1965 : Becquet réalisé par Peter Glenville
  - 1981 : Elephant Man réalisé par David Lynch
  - 1994 : Dans la ligne de mire réalisé par Wolfgang Petersen
  - 1999 : Hors d'atteinte réalisé par Steven Soderbergh
- Eddie Award du meilleur montage pour :
  - 1963 : Lawrence d'Arabie réalisé par David Lean
  - 1965 : Becquet réalisé par Peter Glenville
  - 1994 : Dans la ligne de mire réalisé par Wolfgang Petersen
  - 1999 : Hors d'atteinte réalisé par Steven Soderbergh
- BAFTA Award du meilleur montage pour :
  - 1975 : Le Crime de l'Orient-Express réalisé par Sidney Lumet
  - 1981 : Elephant Man réalisé par David Lynch
  - 1994 : Dans la ligne de mire réalisé par Wolfgang Petersen
  - 2001 : Erin Brockovich, seule contre tous réalisé par Steven Soderbergh
- Online Film Critics Society Award du meilleur montage pour Hors d'atteinte réalisé par Steven Soderbergh
- International Award au Women in Film Crystal